# Llista d'ocells de Salomó
Aquesta llista d'ocells de Salomó inclou totes les espècies d'ocells trobats a Salomó: 271, de les quals 58 en són endemismes, 24 es troben amenaçades d'extinció i 3 hi foren introduïdes.
Els ocells s'ordenen per famílies i espècies:

## Podicipedidae
- Tachybaptus ruficollis
- Tachybaptus novaehollandiae

## Procellariidae
- Pterodroma rostrata
- Pterodroma solandri
- Pterodroma neglecta
- Pterodroma arminjoniana
- Pterodroma externa
- Pterodroma leucoptera
- Pterodroma nigripennis
- Calonectris leucomelas
- Puffinus pacificus
- Puffinus griseus
- Puffinus tenuirostris
- Puffinus gavia
- Puffinus lherminieri
- Puffinus heinrothi

## Hydrobatidae
- Oceanites oceanicus
- Fregetta tropica
- Fregetta grallaria
- Nesofregetta fuliginosa

## Phaethontidae
- Phaethon rubricauda
- Phaethon lepturus

## Pelecanidae
- Pelecanus conspicillatus

## Sulidae
- Sula abbotti
- Sula dactylatra
- Sula sula
- Sula leucogaster

## Phalacrocoracidae
- Phalacrocorax sulcirostris
- Phalacrocorax carbo
- Phalacrocorax melanoleucos

## Fregatidae
- Fregata andrewsi
- Fregata minor
- Fregata ariel

## Ardeidae
- Ardea alba
- Egretta intermedia
- Egretta novaehollandiae
- Egretta garzetta
- Egretta sacra
- Butorides striata
- Nycticorax caledonicus
- Ixobrychus sinensis
- Ixobrychus flavicollis

## Threskiornithidae
- Threskiornis molucca
- Plegadis falcinellus
- Platalea regia

## Anatidae
- Dendrocygna guttata
- Dendrocygna eytoni
- Anas gracilis
- Anas superciliosa
- Anas acuta
- Aythya australis

## Pandionidae
- Pandion haliaetus

## Accipitridae
- Aviceda subcristata
- Haliastur sphenurus
- Haliastur indus
- Haliaeetus leucogaster
- Haliaeetus sanfordi
- Circus approximans
- Accipiter novaehollandiae
- Accipiter fasciatus
- Accipiter albogularis
- Accipiter imitator
- Accipiter meyerianus

## Falconidae
- Falco severus
- Falco peregrinus

## Megapodiidae
- Megapodius eremita

## Turnicidae
- Turnix maculosa

## Rallidae
- Nesoclopeus woodfordi
- Gallirallus philippensis
- Gallirallus rovianae
- Amaurornis olivaceus
- Amaurornis moluccanus
- Porzana tabuensis
- Porzana cinerea
- Porphyrio porphyrio
- Gallinula silvestris

## Burhinidae
- Burhinus magnirostris

## Glareolidae
- Glareola maldivarum

## Charadriidae
- Vanellus miles
- Pluvialis fulva
- Pluvialis squatarola
- Charadrius mongolus
- Charadrius leschenaultii
- Charadrius veredus

## Scolopacidae
- Gallinago megala
- Limosa limosa
- Limosa lapponica
- Numenius minutus
- Numenius phaeopus
- Numenius madagascariensis
- Tringa totanus
- Tringa stagnatilis
- Tringa nebularia
- Tringa glareola
- Xenus cinereus
- Actitis hypoleucos
- Heterosceles brevipes
- Heterosceles incanus
- Arenaria interpres
- Calidris alba
- Calidris ruficollis
- Calidris melanotos
- Calidris acuminata
- Calidris ferruginea
- Limicola falcinellus
- Philomachus pugnax

## Stercorariidae
- Stercorarius longicaudus

## Laridae
- Larus ridibundus

## Sternidae
- Sterna caspia
- Sterna bengalensis
- Sterna bergii
- Sterna dougallii
- Sterna sumatrana
- Sterna hirundo
- Sterna albifrons
- Sterna lunata
- Sterna anaethetus
- Sterna fuscata
- Chlidonias hybridus
- Chlidonias leucopterus
- Anous minutus
- Anous stolidus
- Gygis alba

## Columbidae
- Columba vitiensis
- Columba pallidiceps
- Macropygia mackinlayi
- Reinwardtoena crassirostris
- Chalcophaps indica
- Chalcophaps stephani
- Caloenas nicobarica
- Gallicolumba jobiensis
- Gallicolumba sanctaecrucis
- Gallicolumba salamonis
- Gallicolumba beccarii
- Ptilinopus superbus
- Ptilinopus richardsii
- Ptilinopus greyii
- Ptilinopus solomonensis
- Ptilinopus viridis
- Ptilinopus eugeniae
- Ducula pacifica
- Ducula rubricera
- Ducula pistrinaria
- Ducula brenchleyi
- Gymnophaps solomonensis

## Cacatuidae
- Cacatua ducorpsii

## Psittacidae
- Chalcopsitta cardinalis
- Trichoglossus haematodus
- Lorius chlorocercus
- Charmosyna palmarum
- Charmosyna meeki
- Charmosyna placentis
- Charmosyna margarethae
- Micropsitta bruijnii
- Micropsitta finschii
- Geoffroyus heteroclitus
- Eclectus roratus

## Cuculidae
- Cuculus horsfieldi
- Cacomantis variolosus
- Cacomantis flabelliformis
- Chrysococcyx lucidus
- Eudynamys scolopacea
- Eudynamys cyanocephala
- Eudynamys taitensis
- Centropus milo

## Tytonidae
- Tyto alba

## Strigidae
- Ninox jacquinoti
- Nesasio solomonensis

## Podargidae
- Podargus ocellatus
- Podargus papuensis
- Rigidipenna inexpectata

## Caprimulgidae
- Eurostopodus mystacalis
- Caprimulgus macrurus

## Apodidae
- Collocalia esculenta
- Aerodramus spodiopygius
- Aerodramus orientalis
- Aerodramus vanikorensis

## Hemiprocnidae
- Hemiprocne mystacea

## Alcedinidae
- Alcedo atthis
- Alcedo pusilla
- Ceyx lepidus
- Todirhamphus leucopygius
- Todirhamphus chloris
- Todirhamphus saurophaga
- Todirhamphus sanctus
- Actenoides bougainvillei

## Meropidae
- Merops ornatus

## Coraciidae
- Eurystomus orientalis

## Bucerotidae
- Aceros plicatus

## Pittidae
- Pitta anerythra

## Hirundinidae
- Hirundo tahitica
- Cecropis daurica
- Petrochelidon nigricans

## Motacillidae
- Motacilla flava

## Campephagidae
- Coracina caledonica
- Coracina novaehollandiae
- Coracina lineata
- Coracina papuensis
- Coracina tenuirostris
- Coracina holopolia
- Lalage maculosa
- Lalage leucopyga

## Turdidae
- Zoothera dauma
- Zoothera lunulata
- Zoothera heinei
- Zoothera talaseae
- Zoothera margaretae
- Turdus poliocephalus

## Sylviidae
- Cettia parens
- Acrocephalus orientalis
- Acrocephalus stentoreus
- Acrocephalus australis
- Phylloscopus ricketti
- Phylloscopus trivirgatus
- Phylloscopus poliocephalus
- Phylloscopus makirensis
- Phylloscopus amoenus
- Megalurulus llaneae
- Megalurulus whitneyi

## Rhipiduridae
- Rhipidura leucophrys
- Rhipidura cockerelli
- Rhipidura drownei
- Rhipidura tenebrosa
- Rhipidura rennelliana
- Rhipidura fuliginosa
- Rhipidura malaitae
- Rhipidura rufifrons

## Monarchidae
- Mayrornis schistaceus
- Clytorhynchus hamlini
- Clytorhynchus nigrogularis
- Monarcha cinerascens
- Monarcha erythrostictus
- Monarcha castaneiventris
- Monarcha richardsii
- Monarcha browni
- Monarcha viduus
- Monarcha barbatus
- Myiagra ferrocyanea
- Myiagra cervinicauda
- Myiagra caledonica
- Myiagra vanikorensis

## Petroicidae
- Petroica multicolor

## Pachycephalidae
- Pachycephala pectoralis
- Pachycephala melanura
- Pachycephala implicata

## Acanthizidae
- Gerygone flavolateralis

## Nectariniidae
- Cinnyris jugularis

## Dicaeidae
- Dicaeum aeneum
- Dicaeum tristrami

## Zosteropidae
- Zosterops rennellianus
- Zosterops vellalavella
- Zosterops splendidus
- Zosterops luteirostris
- Zosterops metcalfii
- Zosterops rendovae
- Zosterops murphyi
- Zosterops ugiensis
- Zosterops stresemanni
- Zosterops santaecrucis
- Woodfordia superciliosa
- Woodfordia lacertosa

## Meliphagidae
- Stresemannia bougainvillei
- Myzomela cardinalis
- Myzomela lafargei
- Myzomela eichhorni
- Myzomela malaitae
- Myzomela melanocephala
- Myzomela tristrami
- Guadalcanaria inexpectata
- Melidectes sclateri
- Manorina melanocephala

## Dicruridae
- Dicrurus hottentottus
- Dicrurus bracteatus

## Cracticidae
- Gymnorhina tibicen

## Corvidae
- Corvus woodfordi
- Corvus meeki

## Sturnidae
- Aplonis metallica
- Aplonis cantoroides
- Aplonis feadensis
- Aplonis insularis
- Aplonis brunneicapilla
- Aplonis grandis
- Aplonis dichroa
- Aplonis zelandica
- Aplonis tabuensis
- Mino kreffti
- Acridotheres tristis

## Estrildidae
- Erythrura trichroa
- Lonchura melaena[1]